# کارل کیتشتاینر
کارل کیتشتاینر (انگلیسی: Karl Kittsteiner; ۲۰ ژوئن ۱۹۲۰ – ۱۲ اوت ۲۰۱۱) دوچرخه‌سوار اهل آلمان بود.